# 孙戈 (地区)
孙戈（法語：Sundgau，法語發音：[suŋɡo] 或 [syŋɡo]），或按德语发音译作孙德高（德語發音：[ˈzʊntɡaʊ]），是法国东部上莱茵省的一个地区。